# Louis Soutter
Louis Adolphe Soutter (Morges, 4 de juny de 1871 - Ballaigues, 20 de febrer de 1942) va ser un pintor suís i artista gràfic en l'estil Art Brut, que va produir la majoria de la seva feina mentre estava en un hospici. També va treballar com a músic; tocant el violí.

## Biografia
El seu pare era farmacèutic i la mare era mestra de cant en una acadèmia per dones. El seu germà, Albert, i la seva germana, Jeanne-Louise van ser músics. L'arquitecte Le Corbusier, era cosí per la banda materna. Va estudiar inicialment enginyeria a la Universitat de Lausana, que va deixar per estudiar arquitectura a Ginebra amb Louis Viollier (1852-1931). L'atmosfera musical de casa seva finalment va tenir la seva influència, tanmateix i, el 1892, va decidir estudiar música. Consegüentment, va anar a Brussel·les on va ser alumne del violinista Eugène Ysaÿe, al Conservatori reial. S'hi va enamorar d'una altra alumna d'Ysaÿe; una jove americana anomenada Madge Fursman (1870-1965). Poc després, es van comprometre.

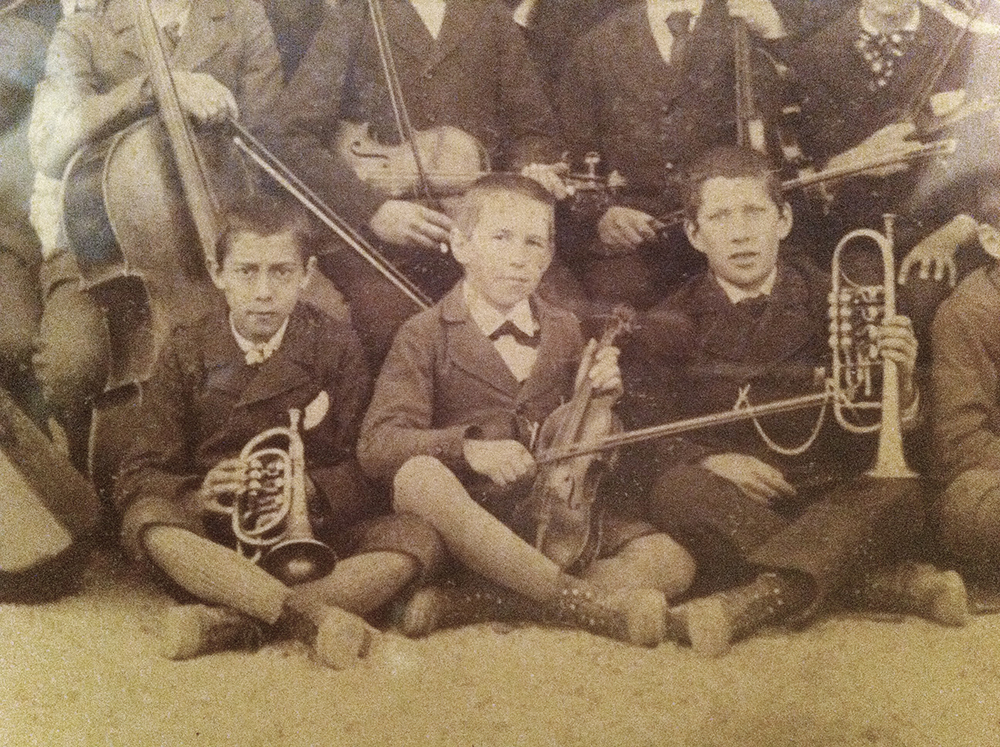
Soutter i el seu violí (1883)

A 1895, va interrompre de cop els seus estudis musicals, va retornar a Lausana, i va començar a estudiar pintura. Més tard, va treballar a Ginebra a l' estudi del pintor paisatgista, Léon Gaud (1844-1908). Després, va anar a París als estudis de Jean-Paul Laurens i Jean-Joseph Benjamin-Constant a l'Académie Colarossi. També va conèixer Artus van Briggle, un ceramista americà que, per coincidència, planejava començar un negoci en la mateixa ciutat que la seva promesa que era de Colorado Springs. Van Briggle va parlar amb Soutter sobre una nova universitat allà, amb un bon programa d'arts, i li va suggerir que hi podria haver una oportunitat de crear un departament de pintura i dibuix.

### A Colorado Springs
Va deixar els Estats Units a principi de 1897. Al principi havia planejat obrir un estudi d'arquitectura d'interior a Nova York, però van ser un obstacle els seus problemes de salut. Va dedicar els següents tres mesos a Chicago, planejant el seu proper moviment.
Va anar a Colorado Springs on es va casar amb Madge el juliol de 1897. Durant un temps, van viure amb els seus pares, després van trobar un apartament en una zona residencial.
Va obrir un estudi i, el 1898, era cap del Departament de Fine Arts a la Universitat de Colorado. Sovint s'enduia els seus estudiants al camp per pintar. Els següents anys van passar tranquil·lament fins al 1903, Madge va demanar el divorci; al·legant crueltat física i mental, cosa que es pot explicar senzillament per les estrictes lleis de divorci en aquell temps. No va demanar suport de cap classe. No va discutir-lo, va dimitir de la Universitat i, segons The Gassette-Telegraph, se'n va anar cap a Paris sense intenció de tornar. Va tenir èxit a la Universitat Von Briggle, que havia establert la seva fabrica de ceràmica. Es va tornar a casar amb Madge el 1907.
Va estar diversos mesos a París, després va anar a Morges, on va empitjorar el seu estat físic i mental. Sovint es queixava de Madge als seus amics i parents, de que fos autoritària i explotadora. El 1906, un amic d'un dels seus oncles, que era cap de la Clínica Sonnenfels de Spiez, el va convidar allà per treballar de jardiner.

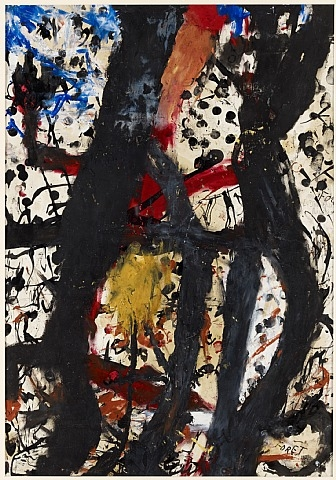
Bosc

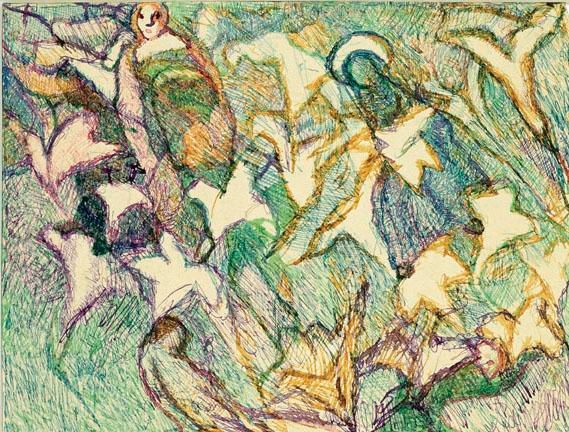
Els lliris i les verges ximples

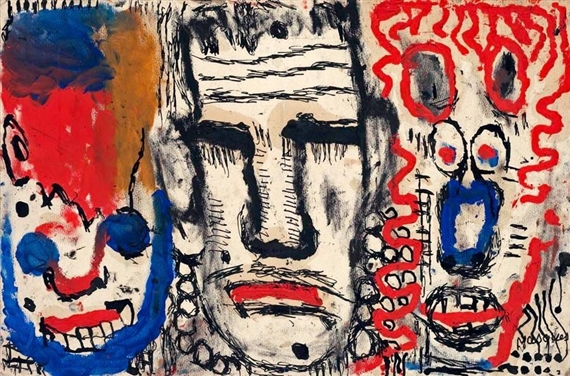
Màscares

### Institucionalització i carrera musical
El 1907, es va trobar prou millor com per embarcar-se en una carrera musical. Va obtenir una plaça de Concertino amb l' Orquestra del Teatre de Ginebra (ara Orchestre de la Suisse Romande), però ho va deixar després per un desacord artístic. L'any següent, va ser contractat per l' Orquestra simfònica de Lausana i, el 1915, per l' Orquestra de Ginebra. Els problemes van persistir, tanmateix, i el 1918 tocava en petites conjunts en sales de te i resorts turístics. Durant aquest temps, va obtenir una reputació de boig i era sempre melancolia. Va ser en diversos grups pertot arreu de Suïssa fins que el 1922 va tornar a Morges per quedar-s'hi. Allà, va viure a costat del seu germà, que tenia l'hàbit de portar roba elegant que havia agafat a Amèrica, i de beure. Finalment, va ser col·locat sota un tutor legal i enviat a una residència a Gros-de-Vaud.
El 1923, amb cinquanta-dos anys, va ser ingressat en el que ara seria una residència per a avis, a Ballaigues. No hi estava confinat, i sovint feia passejos llargs pel camp o per visitar els seus parents. Malgrat aquesta llibertat, hi era infeliç i no li agradava. Hi va restar allà fins a la seva mort el 1942.
Durant la primera part de la seva estada, va fer croquis amb bolígraf i llapis en petites llibretes escolars i tocava música a la capella; de vegades fent lliçons. El seu cosí, Le Corbusier, que l'havia descobert allà el 1927, era impressionat amb el que veia i el va ajudar a adquirir millors materials per pintar. El 1937, les seves mans van quedar esguerrades per l'artrosi i va començar a utilitzar els seus dits; sucant-los directament a la tinta o pintura. Mentrestant, Le Corbusier reunia les seves obres i el va ajudar a fer exposicions a Hartford (1936), Lausana (1937) i Nova York (1939).
Va morir el 1942, debilitat per la seva negativa repetida a menjar, amb setanta-un anys, i va ser enterrat per la residència. Els seus amics i familiars es van assabentar de la seva mort en llegir la necrologia al diari.
Hermann Hesse va escriure un poema sobre ell. El 2008, li van dedicar una plaça a la seva ciutat natal.